# Grandvillers-aux-Bois
Grandvillers-aux-Bois est une commune française située dans le département de l'Oise en région Hauts-de-France.
Ses habitants sont appelés les Eutropiens et les Eutropiennes en hommage à saint Eutrope, patron du village.

## Géographie

### Localisation
Grandvillers-aux-Bois est une commune située à 69 km au nord de Paris, 38 km à l'est de Beauvais, 17 km à l'ouest de Compiègne et à 54 km au sud d'Amiens.

### Communes limitrophes
Les communes limitrophes sont  Cressonsacq, La Neuville-Roy, Moyenneville et Rouvillers.
| La Neuville-Roy |                       | Moyenneville |
|                 | Grandvillers-aux-Bois | Rouvillers   |
| Cressonsacq     |                       |              |

### Topographie et géologie
Grandvillers-aux-Bois est une commune de transition entre la plaine d'Estrées et le plateau Picard, d'étendues planes. Ce dernier est parcouru par plusieurs vallées sèches : la fosse Quette et la vallée à Fromages à l'ouest convergent vers la vallée sinueuse de Grandvillers. Elle se prolonge au nord par la vallée de Beaupuits au niveau du hameau éponyme où se trouve le point le plus bas du territoire à 63 mètres au-dessus du niveau de la mer. Le terroir culmine à 99 mètres au sommet de la fosse Quette, tandis que le chef-lieu et le hameau de Beaupuits se trouvent respectivement à 80 et 70 mètres. Plusieurs bornes géodésiques ont été implantées, la première à 92 mètres sur la route de Cressonsacq au sud-ouest et la seconde à l'arbre des Pauvres à l'est à 91 mètres d'altitude.

### Hydrographie

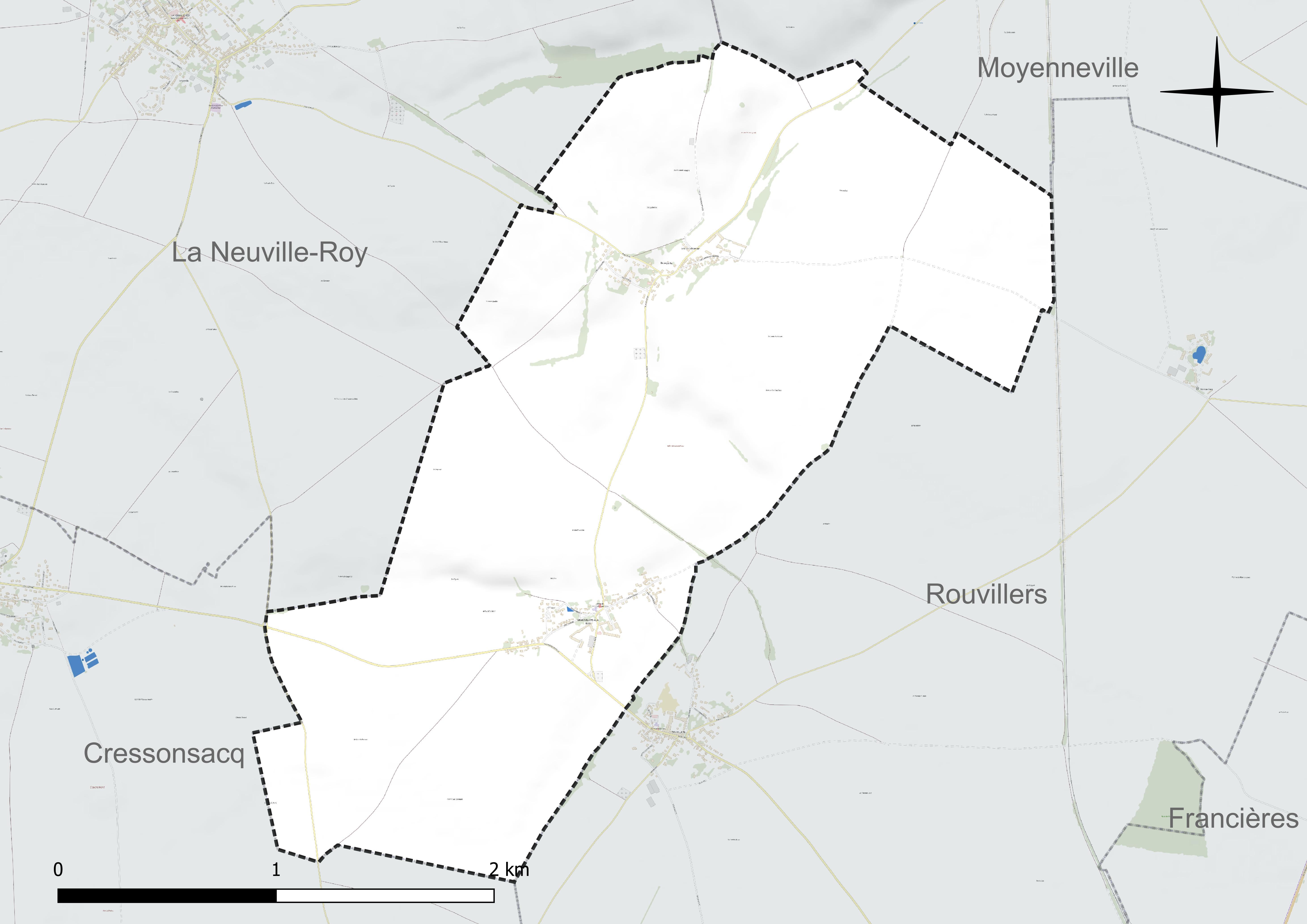
Réseau hydrographique de Grandvillers-aux-Bois.

La commune est située dans le bassin Seine-Normandie. Elle n'est drainée par aucun cours d'eau permanent,. Les talwegs orientent les ruissellements vers le bassin versant de l'Aronde situé au nord. La vallée de Beaupuits est située au-dessus d'une nappe phréatique sous-affleurante.

### Climat
Pour des articles plus généraux, voir Climat des Hauts-de-France et Climat de l'Oise.
En 2010, le climat de la commune est de type climat océanique dégradé des plaines du Centre et du Nord, selon une étude du CNRS s'appuyant sur une série de données couvrant la période 1971-2000. En 2020, Météo-France publie une typologie des climats de la France métropolitaine dans laquelle la commune est exposée à un climat océanique et est dans la région climatique Nord-est du bassin Parisien, caractérisée par un ensoleillement médiocre, une pluviométrie moyenne régulièrement répartie au cours de l'année et un hiver froid (3 °C).
Pour la période 1971-2000, la température annuelle moyenne est de 10,7 °C, avec une amplitude thermique annuelle de 14,6 °C. Le cumul annuel moyen de précipitations est de 661 mm, avec 10,8 jours de précipitations en janvier et 8,1 jours en juillet. Pour la période 1991-2020, la température moyenne annuelle observée sur la station météorologique la plus proche, située sur la commune de Godenvillers à 15 km à vol d'oiseau, est de 11,1 °C et le cumul annuel moyen de précipitations est de 701,9 mm,. Pour l'avenir, les paramètres climatiques de la commune estimés pour 2050 selon différents scénarios d'émission de gaz à effet de serre sont consultables sur un site dédié publié par Météo-France en novembre 2022.

## Urbanisme

### Typologie
Au 1er janvier 2024, Grandvillers-aux-Bois est catégorisée commune rurale à habitat dispersé, selon la nouvelle grille communale de densité à sept niveaux définie par l'Insee en 2022.
Elle est située hors unité urbaine. Par ailleurs la commune fait partie de l'aire d'attraction de Compiègne, dont elle est une commune de la couronne,. Cette aire, qui regroupe 101 communes, est catégorisée dans les aires de 50 000 à moins de 200 000 habitants,.

### Occupation des sols

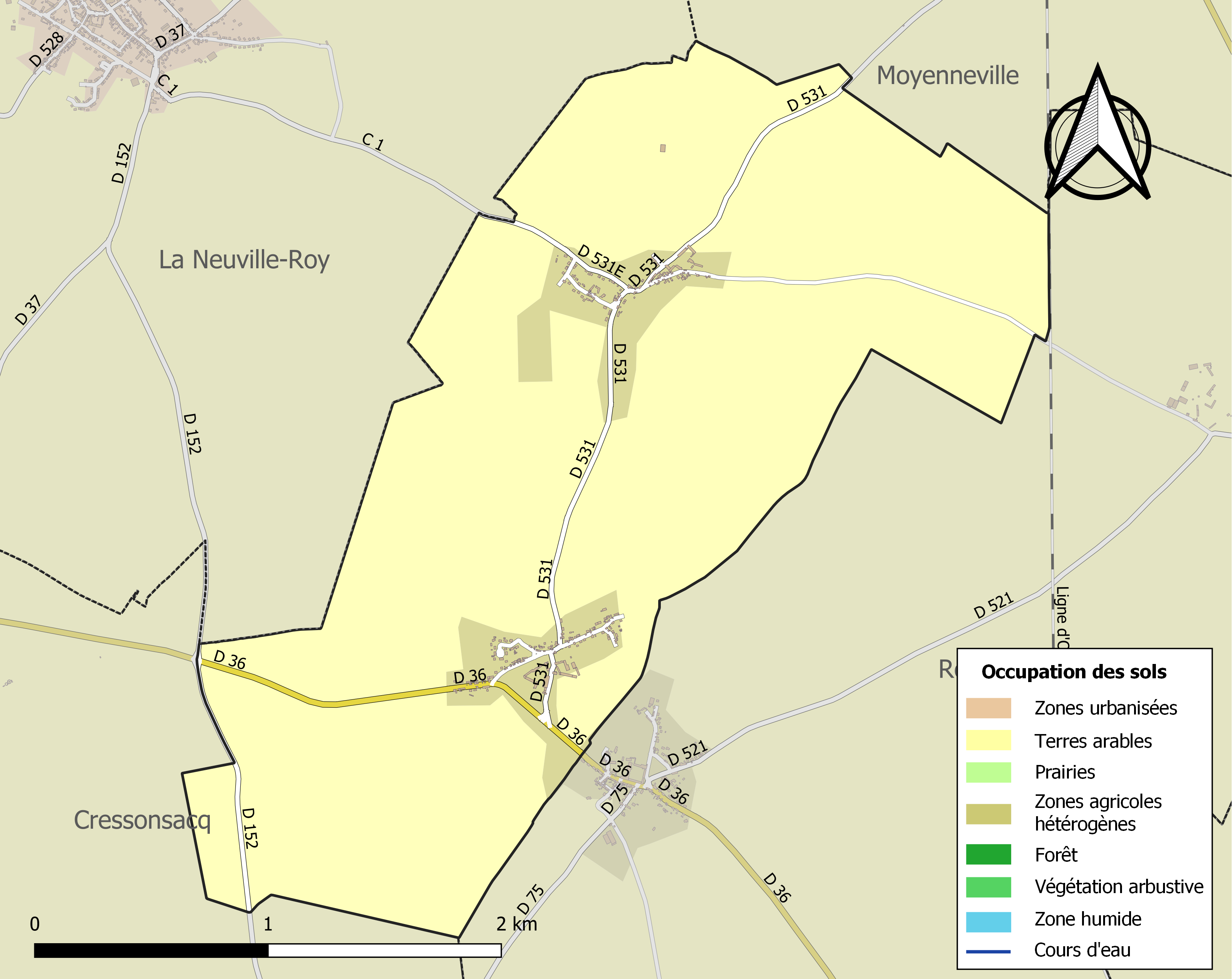
Carte des infrastructures et de l'occupation des sols de la commune en 2018 (CLC).

Hormis les espaces bâtis couvrant 20 hectares soit 3 % de la surface communale, le territoire comprend 96 % d'espaces cultivés sur 631 hectares ainsi que 2,4 hectares de vergers et de prairies. Les quelques larris boisés autour de Beaupuits, seuls éléments boisés, s'étendent sur 6,4 hectares soit 1 % du terroir,.
L'occupation des sols de la commune, telle qu'elle ressort de la base de données européenne d'occupation biophysique des sols Corine Land Cover (CLC), est marquée par l'importance des territoires agricoles (100 % en 2018), une proportion identique à celle de 1990 (100 %). La répartition détaillée en 2018 est la suivante : 
terres arables (91,6 %), zones agricoles hétérogènes (8,4 %). L'évolution de l'occupation des sols de la commune et de ses infrastructures peut être observée sur les différentes représentations cartographiques du territoire : la carte de Cassini (XVIIIe siècle), la carte d'état-major (1820-1866) et les cartes ou photos aériennes de l'IGN pour la période actuelle (1950 à aujourd'hui).

### Hameaux et lieux-dits
Le hameau de Beaupuits est situé à 1,5 km au nord du village.

### Habitat et logement
En 2018, le nombre total de logements dans la commune était de 133, alors qu'il était de 127 en 2013 et de 117 en 2008.
Parmi ces logements, 89,5 % étaient des résidences principales, 1,3 % des résidences secondaires et 9,2 % des logements vacants. Ces logements étaient pour 97,8 % d'entre eux des maisons individuelles et pour 1,4 % des appartements.
Le tableau ci-dessous présente la typologie des logements à Grandvillers-aux-Bois en 2018 en comparaison avec celle de l'Oise et de la France entière. Une caractéristique marquante du parc de logements est ainsi une proportion de résidences secondaires et logements occasionnels (1,3 %) inférieure à celle du département (2,5 %) et à celle de la France entière (9,7 %). Concernant le statut d'occupation de ces logements, 87,3 % des habitants de la commune sont propriétaires de leur logement (84,7 % en 2013), contre 61,4 % pour l'Oise et 57,5 % pour la France entière.
| Typologie                                               | Grandvillers-aux-Bois | Oise | France entière |
| ------------------------------------------------------- | --------------------- | ---- | -------------- |
| Résidences principales (en %)                           | 89,5                  | 90,4 | 82,1           |
| Résidences secondaires et logements occasionnels (en %) | 1,3                   | 2,5  | 9,7            |
| Logements vacants (en %)                                | 9,2                   | 7,1  | 8,2            |

### Voies de communication et transports
La commune est traversée par trois routes départementales : la RD 36, la RD 531 et la RD 531E. La principale voie de communication est la route départementale 36 reliant Jaux à Saint-Just-en-Chaussée traversant le village par la rue du bois de Coupelle. Elle permet d'accéder aux agglomérations d'Estrées-Saint-Denis et de Compiègne, les plus proches par la commune voisine de Rouvillers. La RD 531 se détache de la RD 36 au niveau du cimetière, passe sur la place de l'église rejoint Moyenneville en passant par la rue Saint-Lucien au hameau de Beaupuits. La RD 531E se détache de la RD 531 à Beaupuits par la rue de l'Épine et se dirige vers La Neuville-Roy.
Le territoire communal est tangenté à l'est par la ligne d'Ormoy-Villers à Boves, dont la station de chemin de fer  la plus proche est la gare d'Estrées-Saint-Denis  à 4 km à l'est, desservie par des trains TER Hauts-de-France, express ou omnibus, qui effectuent des missions entre les gares Amiens et de Compiègne.
La commune est desservie, en 2023, par les lignes 662, 6301 et 6304 du réseau interurbain de l'Oise. La commune fait partie du réseau TADAM, service de transport collectif à la demande, mis en place à titre expérimental par la communauté de communes du Plateau Picard. Elle est reliée à l'un des huit points de destination situés à Saint-Just-en-Chaussée, Maignelay-Montigny, La Neuville-Roy et Tricot au départ des 98 points d'origine du territoire. Une navette de regroupement pédagogique intercommunal (ligne 6810) relie le village au groupe scolaire de Bailleul-le-Soc, avec les communes de Cressonsacq et Rouvillers.
L'aéroport de Beauvais-Tillé se trouve à 36 km à l'ouest et l'aéroport de Paris-Charles-de-Gaulle se situe à 51 km au sud. Il n'existe pas de liaisons par transports en commun entre la commune et ces aéroports.

### Risques naturels et technologiques
La commune se trouve en zone de sismicité 1, c'est-à-dire faiblement exposée aux risques de tremblement de terre.

## Toponymie
Le nom de la localité est attesté sous les formes Magno villare (657) ; Magnino villare (657) ; villa que vocatur grandum villare (1086) ; Grandis villare (1086) ; Grandviller alodium (1108) ; Grandi villaris (1116) ; Magni villoe (1136) ; Magni viler (vers 1140) ; rodulfus de grandivillari (1165) ; Granviler (1165) ; Radulfus de granviler (1165) ; Grandviller (1165) ; Grantviler (1165) ; de Magni villari (1187) ; Magnivillaris (1197) ; Magniviler (1197) ; Radulphus de grandivillari (XIIe) ; Grantviller (1202) ; Grandi villare (1206) ; Grandivillarium (1221) ; Grandvillaris (1232) ; de Grandivillari juxta Bellum puteum (1239) ; Grande villaris (1245) ; Grandviller lès la neuville le roy (1367) ; de Magno villari juxta villam nove ville regis (1369) ; Grandvilliers au bois (1606) ; Granville (1667) ; Grandviller aux Bois (1835) ; Grandviller au Bois (XIXe) ; Grandvillers aux Bois (XIXe).
Du latin magnus, traduit au XIe siècle par Grand- et villare (« domaine rural »).

## Histoire
En 1825, la commune de Granvillers aux Bois, instituée par la Révolution française, absorbe celle de Grandpuits, qui comptait, en 1821, 113 habitants recensés
De 1891 à 1948, Grandpuits était desservi par la ligne Estrées-Saint-Denis - Froissy - Crèvecœur-le-Grand, une ligne de chemin de fer secondaire à voie métrique du réseau des chemins de fer départementaux de l'Oise. L'ancienne gare, au hameau de Beaupuits subsiste toujours aujourd'hui.

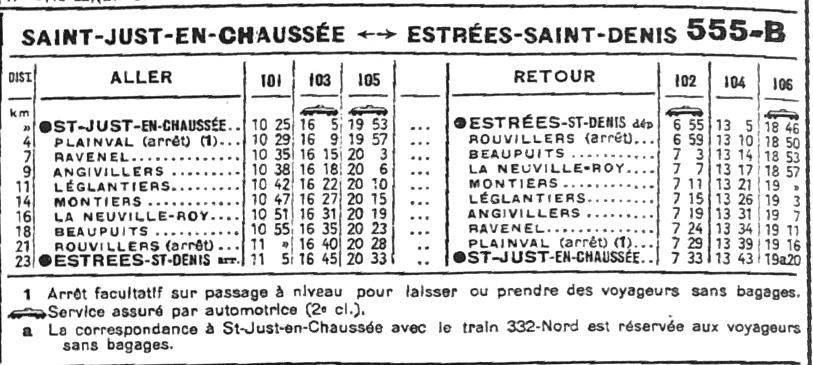
Horaires de la ligne en 1936.

## Politique et administration

### Rattachements administratifs et électoraux

#### Rattachements administratifs
La commune se trouve depuis 1942 dans l'arrondissement de Clermont du département de l'Oise.
Elle faisait partie depuis 1803 du canton de Saint-Just-en-Chaussée. Dans le cadre du redécoupage cantonal de 2014 en France, cette circonscription administrative territoriale a disparu, et le canton n'est plus qu'une circonscription électorale.

#### Rattachements électoraux
Pour les élections départementales, la commune fait partie depuis 2014 du canton d'Estrées-Saint-Denis
Pour l'élection des députés, elle fait partie de la première circonscription de l'Oise.

### Intercommunalité
Grandvilliers-aux-Bois est membre de la communauté de communes du Plateau Picard, un établissement public de coopération intercommunale (EPCI) à fiscalité propre créé fin 1999  et auquel la commune avait transféré un certain nombre de ses compétences, dans les conditions déterminées par le code général des collectivités territoriales.
Dans le cadre des dispositions de la loi portant nouvelle organisation territoriale de la République du 7 août 2015, qui prévoit que les établissements publics de coopération intercommunale (EPCI) à fiscalité propre doivent avoir un minimum de 15 000 habitants, cette intercommunalité a fusionné avec sa voisine pour former, le 1er janvier 2017, la communauté de communes du Haut Pays du Montreuillois, dont est désormais membre la commune.

### Liste des maires
| Période                                  | Période                   | Identité            | Étiquette | Qualité                                                                                             |
| ---------------------------------------- | ------------------------- | ------------------- | --------- | --------------------------------------------------------------------------------------------------- |
| Les données manquantes sont à compléter. |                           |                     |           | |
|                                          |                           |                     |           | |
|                                          | 1971                      | Louis Candelot      |           | |
| 1971                                     | mars 2008                 | Jean-Marie Candelot | DVD       | Ingénieur en agriculture, fils de Louis Candelot Vice-président de la CC du Plateau picard[Quand ?] |
| mars 2008                                | En cours (au 6 juin 2023) | Bertrand Candelot   |           | Agriculteur, fils de Jean-Marie Candelot. Réélu pour le mandat 2020-2026,                           |

## Équipements et services publics

### Enseignement
En matière d'enseignement primaire, les enfants sont scolarisés au sein d'un regroupement pédagogique intercommunal associant les communes de Bailleul-le-Soc,Cressonsacq, Rouvillers et Grandvillers-aux-Bois, dans lequel chaque village conserve son école.
En janvier 2019, 150 élèves fréquentent le regroupement. Une cantine a été créée ainsi qu'une bibliothèque, une salle informatique et une salle d'accueil périscolaire.

## Population et société

### Démographie

#### Évolution démographique
L'évolution du nombre d'habitants est connue à travers les recensements de la population effectués dans la commune depuis 1793. Pour les communes de moins de 10 000 habitants, une enquête de recensement portant sur toute la population est réalisée tous les cinq ans, les populations de référence des années intermédiaires étant quant à elles estimées par interpolation ou extrapolation. Pour la commune, le premier recensement exhaustif entrant dans le cadre du nouveau dispositif a été réalisé en 2004.

En 2022, la commune comptait 300 habitants, en évolution de −5,06 % par rapport à 2016 (Oise : +0,87 %, France hors Mayotte : +2,11 %).
| 1793 | 1800 | 1806 | 1821 | 1831 | 1836 | 1841 | 1846 | 1851 |
| ---- | ---- | ---- | ---- | ---- | ---- | ---- | ---- | ---- |
| 160  | 142  | 164  | 124  | 226  | 224  | 217  | 207  | 220  |

| 1856 | 1861 | 1866 | 1872 | 1876 | 1881 | 1886 | 1891 | 1896 |
| ---- | ---- | ---- | ---- | ---- | ---- | ---- | ---- | ---- |
| 231  | 254  | 257  | 283  | 279  | 293  | 279  | 281  | 249  |

| 1901 | 1906 | 1911 | 1921 | 1926 | 1931 | 1936 | 1946 | 1954 |
| ---- | ---- | ---- | ---- | ---- | ---- | ---- | ---- | ---- |
| 257  | 255  | 226  | 215  | 288  | 288  | 251  | 251  | 254  |

| 1962 | 1968 | 1975 | 1982 | 1990 | 1999 | 2004 | 2006 | 2009 |
| ---- | ---- | ---- | ---- | ---- | ---- | ---- | ---- | ---- |
| 182  | 163  | 129  | 159  | 274  | 263  | 253  | 253  | 308  |

| 2014 | 2019 | 2022 | - | - | - | - | - | - |
| ---- | ---- | ---- | - | - | - | - | - | - |
| 319  | 306  | 300  | - | - | - | - | - | - |

#### Pyramide des âges
La population de la commune est relativement jeune.
En 2018, le taux de personnes d'un âge inférieur à 30 ans s'élève à 36,6 %, soit en dessous de la moyenne départementale (37,3 %). À l'inverse, le taux de personnes d'âge supérieur à 60 ans est de 19,3 % la même année, alors qu'il est de 22,8 % au niveau départemental.
En 2018, la commune comptait 156 hommes pour 153 femmes, soit un taux de 50,49 % d'hommes, légèrement supérieur au taux départemental (48,89 %).
Les pyramides des âges de la commune et du département s'établissent comme suit.
| Hommes | Classe d’âge | Femmes |
| ------ | ------------ | ------ |
| 0,6    | 90 ou +      | 0,7    |
| 4,5    | 75-89 ans    | 2,0    |
| 15,6   | 60-74 ans    | 15,1   |
| 18,8   | 45-59 ans    | 20,4   |
| 24,7   | 30-44 ans    | 24,3   |
| 14,9   | 15-29 ans    | 13,8   |
| 20,8   | 0-14 ans     | 23,7   |

| Hommes | Classe d’âge | Femmes |
| ------ | ------------ | ------ |
| 0,5    | 90 ou +      | 1,4    |
| 5,5    | 75-89 ans    | 7,6    |
| 15,6   | 60-74 ans    | 16,3   |
| 20,8   | 45-59 ans    | 20     |
| 19,4   | 30-44 ans    | 19,4   |
| 17,6   | 15-29 ans    | 16,2   |
| 20,6   | 0-14 ans     | 19,1   |

## Culture locale et patrimoine

### Lieux et monuments
- Église Saint-Eutrope, dont les fonts baptismaux sont du XIe siècle.
- Chapelle Saint-Lucien de Beaupuits : bâtie à côté d'un monastère, elle a subi quelques transformations depuis sa construction, notamment la construction d'un clocher. Celui-ci date du début du XXe siècle. Autrefois, le bas de ce dernier était fermé par des portes et servait d'entrepôt pour les pompiers. Dans les années 1970, les portes furent supprimées et un arrêt de bus a été aménagé.
- Ancien moulin à vent en ruines, entre le village et Beaupuits
- L'Arbre des Pauvres : Il est situé sur un point stratégique (point culminant où les troupes françaises et allemandes envoyaient les éclaireurs pendant la Première Guerre mondiale) à la croisée de plusieurs chemins. Les « anciens » des villages voisins avaient l'habitude de se retrouver pour discuter sous cet arbre.
- Site archéologique au lieu-dit la Sente du Moulin
- Ancienne distillerie de Beaupuits
- Ancienne gare de Beaupuits
- Monument aux morts, dans le cimetière de Beaupuits
- Calvaire, à l'intersection de la D 36 et la rue du Calvaire.
- Croix, le long de la D 531, en sortie du village

## Pour approfondir